# Перехідні дієслова
Перехідні (транзитивні) дієслова — дієслова, що виражають дію, спрямовану на якийсь предмет, виражений у реченні прямим додатком, іменною частиною мови у знахідному відмінку (наприклад, читаю книжку). Іноді додають до властивих перехідних («прямо перехідних») ще «непрямо перехідні» дієслова, такі, що керують у значенні об'єкта дії іншим відмінком, ніж знахідний, або поєднуються з додатком за посередництвом прийменника (наприклад, цікавлюся книжкою, дивлюся на книжку). Транзитивність в українському дієслові виключає рефлексивність (вживання постфікса -ся) і навпаки. Перехідні дієслова як правило можуть творити пасивний дієприкметник і пасив узагалі.